# ريكاردو فاتي

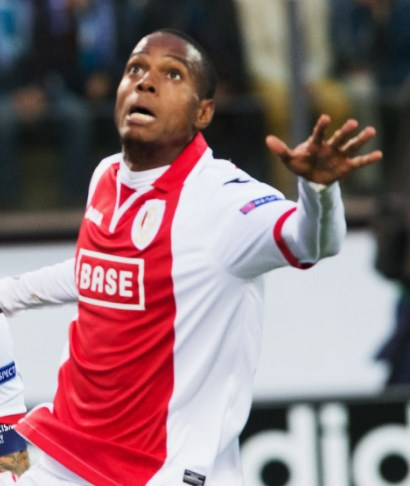

ريكاردو فاتي (بالفرنسية: Ricardo Faty)‏ (مواليد 4 أغسطس 1986 في فيلينيوف سانت جورج - فرنسا) لاعب كرة قدم فرنسي يلعب حاليا لصالح نادي الدرجة الأولى روما الإيطالي منذ 2006 في مركز الوسط المدافع .

## روابط خارجية
- ريكاردو فاتي على موقع الاتحاد الأوربي (الإنجليزية)
- ريكاردو فاتي على موقع اتحاد تركيا (لاعب) (الإنجليزية)
- ريكاردو فاتي على موقع إي إس بي إن إف سي (الإنجليزية)
- ريكاردو فاتي على موقع قاعدة بيانات كرة القدم.إي يو (الإنجليزية)
- ريكاردو فاتي على موقع بيانات كرة القدم. دي إي (الألمانية)
- ريكاردو فاتي على موقع ليكيب (الفرنسية)
- ريكاردو فاتي على موقع ناشيونال فوتبول تيمز (الإنجليزية)
- ريكاردو فاتي على موقع Soccerway.com (الإنجليزية)
- ريكاردو فاتي على موقع عالم كرة القدم.نت (الإنجليزية)
- ريكاردو فاتي على موقع كووورة